# Ка Марињане (Удине)
Ка Марињане је насеље у Италији у округу Удине, региону Фурланија-Јулијска крајина.
Према процени из 2011. у насељу је живело 30 становника. Насеље се налази на надморској висини од -1 м.